# Singha Stadium
Das Singha Stadium (Thai สิงห์ ส เต เดีย ม) ist ein reines Fußballstadion in Chiangrai in der Provinz Chiangrai, Thailand. Es wird derzeit hauptsächlich für Fußballspiele genutzt und ist das Heimstadion von Chiangrai United. Das Stadion hat eine Kapazität von 11.354 Personen und befindet sich in der Nähe des internationalen Flughafens Mae Fah Luang.
Seit 2017 trägt das Stadion den Sponsoringnamen Singha Stadium der Biermarke Singha. Vor der Umbenennung hieß das Stadion United Stadium of Chiang Rai. Der Eigentümer und Betreiber des Stadions ist der Erstligist Chiangrai United.

## Nutzer des Stadions
| Verein           | Zeitraum der Nutzung |
| ---------------- | -------------------- |
| Chiangrai United | 2012 bis heute       |